# Fushi (Thaa)
Pour les articles homonymes, voir Fushi.
Fushi  est une petite île inhabitée des Maldives.  

## Géographie
Fushi est située dans le centre des Maldives, au Sud-Ouest de l'atoll Kolhumadulu, dans la subdivision de Thaa. 